# 美属萨摩亚议会
美属萨摩亚议会（英語：American Samoa Fono）是美國海外領土美属萨摩亚的立法机关。美属萨摩亚议会实行兩院制，由美屬薩摩亞參議院和美屬薩摩亞眾議院组成。每届议会的任期为4年。